# 广西弄岗国家级自然保护区
广西弄岗国家级自然保护区，是中国广西崇左市境内的一个国家级自然保护区，位于龙州县以东，宁明县以北，呈东南–西北长条状, 分为弄岗、陇呼和陇瑞3个片区，总面积为10077平方公里。具有典型喀斯特山地季节性雨林。
弄岗保护区成立于1979年，次年成为国家级自然保护区，管理局设于龙州县县城。
主要土壤类型有原始石灰土、黑色石灰土、棕色石灰土、水化棕色石灰土及淋溶红色石灰土。年平均降水量为1,150–l,550毫米；年均气温22°C。